# Meret Felde
Meret Felde (* 10. Juli 1999 in Neumünster als Meret Wittje) ist eine deutsche Fußballspielerin.

## Karriere

### Vereine
Felde begann mit dem Fußballspielen in der G-Jugend des FC Krogaspe, einem Verein aus der gleichnamigen Gemeinde im Kreis Rendsburg-Eckernförde, und setzte es beim SV Tungendorf – einem Stadtteilverein von Neumünster – und beim TuS Nortorf, einem in der gleichnamigen Stadt nördlich von Neumünster ansässigen Verein fort. 2016 gelangte sie zur zweiten Mannschaft des VfL Wolfsburg, für die sie zunächst in der seinerzeit zweigleisigen – nach zwei Saisons – in der eingleisigen Bundesliga insgesamt 64 Punktspiele bestritt und ein Tor erzielte. Ihr Debüt im Seniorinnenbereich gab sie am 28. August 2016 (1. Spieltag) beim 5:0-Sieg im Heimspiel gegen den FSV Gütersloh 2009 über 90 Minuten. Ihr erstes Tor erzielte sie am 11. Dezember 2016 (10. Spieltag) beim 2:1-Sieg im Auswärtsspiel gegen den SV Meppen mit dem Treffer zum 1:0 in der zweiten Minute. Mit Saisonbeginn 2017/18 gehörte sie auch zum Kader der Bundesligamannschaft, wurde in den Punktspielen nicht eingesetzt, jedoch einmal im DFB-Pokal-Wettbewerb. Am 8. Oktober 2017 wurde beim 1. FC Union Berlin das Zweitrundenspiel mit 6:0 gewonnen.
Seit der Saison 2019/20 spielt sie für den Bundesligisten SC Freiburg. Beim Sport-Club wurde sie Stammspielerin und absolvierte bis Mai 2023 71 Ligaeinsätze. Im September 2023 verkündete der Verein Feldes Schwangerschaft. Am 3. November 2024, einem 0:3 gegen den VfL Wolfsburg, kehrte sie nach Babypause zurück, rund 17 Monate nach ihrem bisher letzten Einsatz. Im Juni 2025 verlängerte sie ihren Vertrag vorzeitig.

### Nationalmannschaft
Felde bestritt im Zeitraum 2014 bis 2015 insgesamt zehn Länderspiele für die U16- und U17-Nationalmannschaft und debütierte als Nationalspielerin am 10. November 2014 beim 3:1-Sieg im Testspiel gegen die Auswahl Englands mit Einwechslung zur zweiten Halbzeit für Jule Bäcker.
Im Zeitraum von 2017 bis 2018 bestritt sie 13 Einsätze als Kapitänin für die U19-Nationalmannschaft, mit der sie an der vom 18. bis 30. Juli 2018 in der Schweiz ausgetragenen Europameisterschaft teilnahm und alle fünf Turnierspiele – einschließlich des mit 0:1 gegen die Auswahl Spaniens in Biel/Bienne verlorenen Finales – bestritt.
Am 30. Mai 2025 lief sie erstmals für die U23-Nationalmannschaft auf. Bei der 1:2-Niederlage gegen die USA wurde sie zur Halbzeit eingewechselt.

## Erfolge
- DFB-Pokal-Finalist 2023 (mit dem SC Freiburg)
- Deutscher Meister: 2018, 2019 (jeweils ohne Einsatz)
- Finale U19-Europameisterschaft 2018
- Finale im Nordic Cup 2015[8]

## Leben
Im Mai 2022 hat Meret Felde, geb. Wittje in Freiburg im Breisgau geheiratet. Anfang April 2024 gebar sie ein Kind.